# Peștera Rac
Peștera Rac (monument al naturii) este o arie protejată de interes național ce corespunde categoriei a IV-a IUCN (rezervație naturală de tip speologic), situată în județul Vâlcea, pe teritoriul administrativ al orașului Băile Olănești.

## Descriere
Rezervația naturală declarată arie protejată prin Legea Nr.5 din 6 martie 2000, se află în Munții Căpățânii, în bazinul superior al râului Cheia și are o suprafață de 0,20 hectare. 
Aria naturală inclusă în Parcul Național Buila-Vânturarița reprezintă o grotă (peșteră) în abruptul văii Cheii, ce adăpostește resturi de faună fosilă de urs de peșteră.